# Habitatge al carrer de Sant Cristòfol, 49 (Premià de Mar)
L'Habitatge al carrer de Sant Cristòfol, 49 és un edifici de Premià de Mar (Maresme) protegit com a Bé Cultural d'Interès Local.

## Descripció
Es tracta d'un habitatge unifamiliar entre mitgeres amb un cos d'entre 5 i 6 m d'alçada corresponent a planta baixa i dos plantes pis. El pati posterior segueix l'estructura típica de cases de cos en el nucli antic. La coberta és plana.
La façana està organitzada segons dos eixos verticals i amb diversos elements ornamentals. Es pot considerar com a element singular respecte els edificis habituals del nucli antic.